# Yaté
Yaté – miasto na Nowej Kaledonii (terytorium zależne Francji). Według danych szacunkowych na rok 2010 liczy 2 036 mieszkańców.